# 2012年7月臺灣
| << | 2012年7月 （民國101年） | >> |    |    |    |    |
| \| 日 \| 一 \| 二 \| 三 \| 四 \| 五 \| 六 \| \| 1 \| 2 \| 3 \| 4 \| 5 \| 6 \| 7 \| \| 8 \| 9 \| 10 \| 11 \| 12 \| 13 \| 14 \| \| 15 \| 16 \| 17 \| 18 \| 19 \| 20 \| 21 \| \| 22 \| 23 \| 24 \| 25 \| 26 \| 27 \| 28 \| \| 29 \| 30 \| 31 \| \| \| \| \| \| \| \| \| \| \| \| \| |                         |    |    |    |    |    |
| 臺灣新聞動態／維基新聞 |                         |    |    |    |    |    |
| 世界／中国大陆／臺灣 |                         |    |    |    |    |    |
| 日 | 一                      | 二 | 三 | 四 | 五 | 六 |
| 1 | 2                       | 3  | 4  | 5  | 6  | 7  |
| 8 | 9                       | 10 | 11 | 12 | 13 | 14 |
| 15 | 16                      | 17 | 18 | 19 | 20 | 21 |
| 22 | 23                      | 24 | 25 | 26 | 27 | 28 |
| 29 | 30                      | 31 |    |    |    |    |
| |                         |    |    |    |    |    |

## 7月2日
- 特偵組偵辦前行政院祕書長林益世索賄案事件，1日以被告身分傳喚林益世到案，2日林益世坦承收賄認罪，遭到特偵組依涉貪污罪嫌重大，有串證、滅證之虞，向台北地院聲請羈押禁見獲淮，併禁止通信接見。中央社、聯合新聞網
- 依據戶籍登記資料排行顯示，男性名字首榜「家豪」（計14,229人）、女性名字首榜「淑芬」（計33,063人）。而性別相異但同名同姓者，以「張家華」居冠。夫妻同名同姓者，台灣僅一對。中央社（页面存档备份，存于）

## 7月4日
- 榮電公司傳出欠債41億元，財務出現危機，榮電曾試圖增資失敗，目前可能宣布破產。它可能是退輔會體系中第一間倒閉的公司。聯合新聞網（页面存档备份，存于）
- 台灣民間保釣船「全家福號」漁船在5艘海巡艦陪同下，前往釣魚島宣示主權，漁船在早上7時左右，抵達距離釣魚台1.7浬海域時遭遇日本船艦；8時多，日方要求登船，海巡艦全力阻擋，1小時後，漁船成功繞行釣魚島一周後順利返台。保釣人士攜帶五星旗前往，但未帶中華民國國旗，引發討論。中央社、台視新聞（页面存档备份，存于）

## 7月7日
- 日本「朝日新聞」今天以頭版頭條報導，野田政府派人對東京都知事石原慎太郎表示，準備在今年內將釣魚台列嶼收歸國有。外交部發言人夏季昌今天表示釣魚台列嶼為中華民國領土，日方採取的片面措施或主張，中華民國不會承認。中央社（页面存档备份，存于）
- 今日馬祖舉辦博弈公投，結果支持博弈者有1795票，反對者1341票。中時電子報
- 中國哈爾濱教師旅行團，行經國道3號南下109公里處、新竹香山交流道附近時，遊覽車疑似爆胎翻覆，司機無生命跡象，造成1死39傷慘劇。中時電子報、自由電子報[]

## 7月8日
- 世界少棒聯盟（LLB）亞太地區少棒錦標賽今天進行最後賽事，中華隊以12比2大勝香港10分，提前結束比賽奪得冠軍，將前進美國威廉波特參加世界少棒錦標賽。中央社（页面存档备份，存于）

## 7月10日

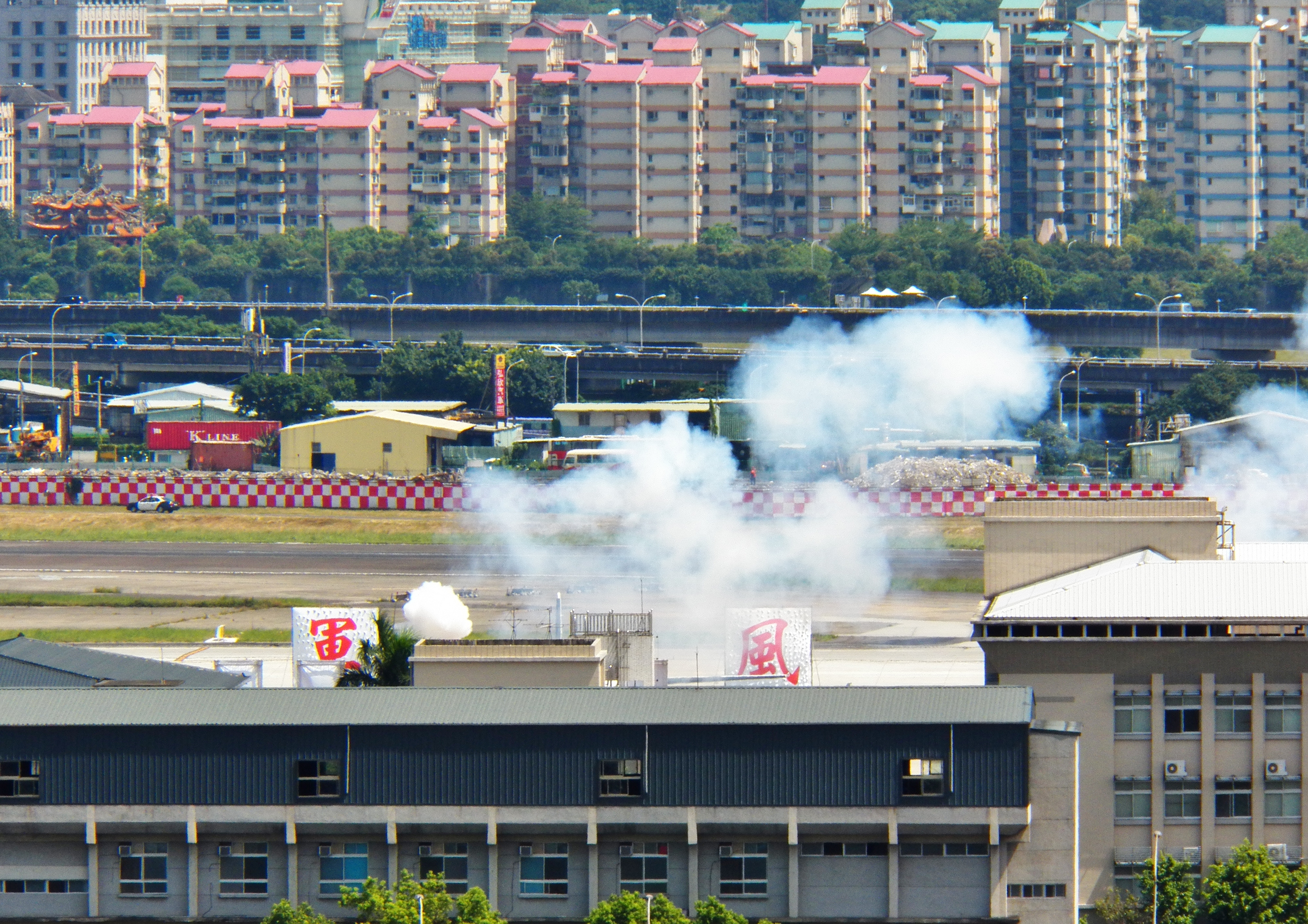
空軍松山基地施放禮砲，向總統致敬。

- 中華民國總統馬英九首次以三軍統帥、大閱官身分，上午10時主持於空軍松山基地舉行的民國101年空軍部隊校閱及EC225直升機成軍典禮。總統除乘車校閱地面部隊與裝備外，並視察EC225直升機機內，空軍實施戰機空中分列式及EC225超級美洲獅救護直昇機吊掛操演。中央社1、中央社2

## 7月11日
- 行政院消費者保護會於今日討論通過「國際機票交易重要須知範本」，而交通部預計在今年8月22日公告，10月1日實施。中央社

## 7月12日
- 國立台灣師範大學以怪手拆除了校內的學生活動中心，樂群堂。樂群堂建立於1958年，接受美國援助建立，是台灣在二次世界大戰後，在大學校園中建立的第一棟學生活動中心。師大校方準備在原址興建另一棟大樓。自由時報
- 中華人民共和國政府，派遣漁政船進入釣魚台海域巡航。日本外交部對中國政府提出抗議，但未被接受，中國政府表示將會不定期在釣魚台海域巡航，以保衛主權。中華民國外交部指出，根據《中華民國憲法》，中國大陸屬於中華民國，所以我國與中國在釣魚台事件上沒有爭議，只跟日本有爭議，對於中國漁政船進入釣魚台海域，外交部無須反應。蘋果日報（页面存档备份，存于）

## 7月14日
- 國際棒球總會(IBAF)執委會今天在台北舉行，會長法卡利(Riccardo Fraccari)與台北市副市長丁庭宇共同宣布，2013年第二屆世界少棒錦標賽正式落腳台北。中央廣播電臺[]

## 7月16日
- 麥當勞叔叔兒童之家慈善基金會將在台北市大安區金山南路2段，設置重症兒童中途之家，錦安里部分里民貼出告示反對，引發社會各界批評聲浪。中時電子報、中央社

## 7月20日
- 藝人大炳(余炳賢)因肺部被真菌嚴重感染，肺部出現破洞，20日因肺炎病逝北京，得年37歲，遺體已經在22日火化，23日晚上在弟弟小炳、炳媽的護送下回到台灣。NOWnews（页面存档备份，存于）ETtoday（页面存档备份，存于）

## 7月22日
- 南投市八卦山上天空之橋景，今日正式啟用，天空之橋以265個階梯連結而成，懸空掛在南投與彰化兩縣之間，彎垂的吊橋，全長204公尺，最深達70公尺，可遠眺彰化平原的美景。台視新聞（页面存档备份，存于）

## 7月23日
- 行政院主計處新聞稿發布指出，民國101年（2012年）六月份人力資源調查統計結果，六月失業率為4.21%，與上月上升0.09%，較上年度六月份亦下降了0.14%。六月就業率，較上月上升0.18%，較上年度六月份則增1.47%。就業方向與上月比較，主要在服務部門增加（0.16%））、工業部門（0.18%）、農業部門亦增加（0.34%）。但若與上一年度同月比較，服務部門增加（1.89%）、工業部門增加（1.37%）、農業部門亦增加（0.56%）。新聞稿/行政院主計處（页面存档备份，存于）

## 7月25日
- 立法院召開臨時會，一口氣通過二大爭議法案，包括食品法修正案（允許含有萊克多巴胺的美國牛肉進口）、證所稅復徵案。聯合報
- NCC委員會議通過旺旺中時併購中嘉案。中央日報網路報

## 7月26日
- 立法院臨時會，通過NCC委員石世豪、虞孝成、彭心儀及陳元玲任命案。聯合報[]
- 爆發旺中案走路工事件，旺旺中時集團旗下多個新聞媒體，攻擊學者黃國昌，以走路工雇用學生前往抗議。聯合報（页面存档备份，存于）

## 7月27日
- 倫敦攝政街商圈於7月24日懸掛各國國旗以慶祝奧運，其中也包括中華民國國旗。於7月26日突然遭撤下，27日證實，因為遭中華人民共和國外交部抗議，所以英國外交部協調奧運籌委會，將中華民國國旗撤下，目前換成中華奧會會旗。自由時報、蘋果日報（页面存档备份，存于）

## 7月30日
- 中華奧運代表團舉重選手許淑淨在倫敦奧運女子舉重53公斤級，以抓舉96公斤、挺舉123公斤，總和219公斤奪下銀牌，也是中華代表團倫敦奧運的首面獎牌。中央社（页面存档备份，存于）
- 元大金控董事李岳蒼的二子李宗瑞，涉嫌下藥迷姦女模和女星，並偷拍記錄，人數將近60名。警方掌握證據即將逮捕時，本日晚間搬家逃亡，下落不明，8月1日發佈通緝令。Nownews1（页面存档备份，存于）、Nownews2（页面存档备份，存于）

## 7月31日
- 中華民國陸軍北測中心湖口訓練中心184台地要塞管制區的廢棄戰車引擎遭偷竊變賣。警方本日循線逮捕兩名嫌犯，並找回贓物。自由時報、中央社
- 《自由時報》及其副總編輯鄒景雯控告《聯合報》案，臺灣高等法院二審判決駁回《自由時報》上訴，《聯合報》勝訴。二審判決指出：2006年國務機要費案，《自由時報》未盡媒體自律之責，反而企圖以南線專案報導影響檢察官辦案及閱聽人的判斷；《聯合報》【黑白集】在法院確定南線專案是時任總統陳水扁捏造後，根據此一確定事實，評論南線專案報導屬假新聞置入性報導，並非毫無所本，更非空穴來風、無的放矢[1]。